# Гарридо, Луис
Луи́с Ферна́ндо Гарри́до (исп. Luis Fernando Garrido; 5 ноября 1990, Хутикальпа, Гондурас) — гондурасский футболист, опорный полузащитник клуба «Марафон» и национальной сборной Гондураса.

## Карьера

### Клубная
Луис окончил школу в своём родном городе Хутикальпа. В 18 лет дебютировал в составе «Олимпии» из Тегусигальпы, с которой становился неоднократным победителем чемпионата Гондураса.
Клаусуру 2011 провёл в аренде в «Депортес Савио».
1 февраля 2013 года Гарридо отправился в шестимесячную аренду с правом дальнейшего выкупа в сербскую «Црвену Звезду».
25 июля 2014 года Гарридо был взят в аренду клубом MLS «Хьюстон Динамо». В американской лиге дебютировал 3 августа 2014 года в матче против «Ди Си Юнайтед».
27 декабря 2017 было официально объявлено о переходе Гарридо в коста-риканский «Алахуэленсе».

### В сборной
В составе сборной Гондураса до 17 лет участвовал в юношеском чемпионате мира 2007.
В составе олимпийской сборной Гондураса является участником футбольного турнира Олимпийских игр 2012.
За главную сборную Гондураса Гарридо дебютировал в октябре 2012 года в матче отбора на Чемпионат мира 2014 против сборной Панамы.
Был включён в состав сборной Гондураса на Золотой кубок КОНКАКАФ 2019.

## Достижения
Командные
 «Олимпия»
- Чемпион Гондураса (7): кл. 2008, кл. 2009, кл. 2010, ап. 2011, кл. 2012, ап. 2012, кл. 2014
- Победитель Лиги КОНКАКАФ: 2017

 сборная Гондураса
- Обладатель Центральноамериканского кубка: 2017